# Elena Waiss
Elena Waiss Band (Concepción, 21 de octubre de 1908 - Santiago, 22 de mayo de 1988) fue una reconocida pianista chilena, fundadora y directora de la Escuela Moderna de Música y Danza y autora de reconocidos textos para la iniciación musical como Mi amigo el piano. También se desempeñó como clavecinista y pianista de la Orquesta Sinfónica de Chile.

## Biografía
Elena Waiss Band nació en Concepción el 21 de octubre de 1908. Pasados los años llegó a la ciudad de Santiago acompañando a su madre, Ana Band Band, que era profesora de piano. Fue íntima amiga del pianista chileno Claudio Arrau e integró la Orquesta Sinfónica de Chile por más de 20 años desempeñándose como pianista, encargada de la celesta y como solista de clavecín, el cual era realmente su pasión.
Fue esposa del violinista Zoltán Fisher con quien tuvo dos hijos, Edith Fischer (pianista) y Edgar Fisher (violinista). El matrimonio duró hasta septiembre de 1970, cuando su cónyuge falleció en México durante una gira oficial del Cuarteto Santiago por un infarto fulminante en pleno concierto y en las postrimerías del finale del op. 59 No l.

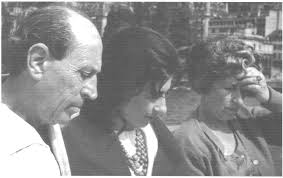
Zoltán Fisher, Edith Fisher y Elena Waiss (de izquierda a derecha)

Dedicó su vida a la enseñanza musical y a la expansión de la cultura en Chile. Entre sus grandes obras se destaca la fundación de la Escuela Moderna de Música y Danza el 10 de mayo de 1940 junto a los músicos chilenos René Amengual, Alfonso Letelier y Juan Orrego Salas, creando la que luego se convertiría en la primera institución de educación superior en Chile especializada en carreras de música y danza.
Junto a esto se destaca que fue una gran maestra de piano preocupada siempre de facilitar el acceso al instrumento, realizó recopilaciones de obras para niños que fueron difundidas en Chile y el mundo como Mi amigo el piano, Los maestros del clavecín y Selección de clásicos que cuentan con múltiples ediciones.
Si bien su afición fue la música no se limitaba este tipo de actividades, sino que demostraba un gran interés por la sicología, la pintura, el teatro, y especialmente por la literatura, estando siempre al tanto de todo lo concerniente con la cultura. Todo esto le formó una personalidad humanista que sus amigos más cercanos pudieron notar.
Durante su período como directora de la EMMD fue maestra de reconocidos músicos y pianistas chilenos como Rosita Renard, Ena Bronstein, Lionel Party, Edith Fischer, Patricia Parraguez, Max Valdés, Femando Torm, Julio Laks, Bárbara Perelman, Adriana Balter y Carla Davanzo.

## Obras

### Publicaciones
- 1947, Mi amigo el piano, partitura musical (4ta edición, 1995, editorial Escuela Moderna de Música)
  - Mon ami le piano, partitura musical en francés. (1984, editorial Kunzelmann)
  - Mein Freund das Klavier, partitura musical en alemán. (1984, editorial Kunzelmann)
- 1950, Selección de clásicos, partitura musical junto a René Amengual (5ta edición, editorial Escuela Moderna de Música)
- 1954, Los maestros del clavecín, partitura musical junto a René Amengual (3era edición, 1954, editorial Universitaria)